# 2022年扎姆法拉大屠杀
2022年1月4日至6日，尼日利亚扎姆法拉州土匪杀害了超过200人，为尼日利亚近代史上死伤最严重的恐怖袭击。

## 背景
尼日利亚匪患始于2011年，与农牧民冲突和博科圣地叛乱有关，至今已导致上千人遇害。土匪团伙袭击西北各州，大规模绑架乃至屠杀居民。仅在扎姆法拉州，2021年2月便有279名中学女生遭绑架，6月在朱尔米又有50余村民遭屠杀。
袭击发生前，政府军在1月3日发动空袭，击毙100名土匪，摧毁多处基地；土匪因而进入扎姆法拉州展开报复。几天后，尼日利亚政府认定这些匪徒为恐怖分子。

## 屠杀
袭击发生前不久，土匪试图劫掠一个有3,000头牛的牛群，却遇到了当地义警。双方发生枪战，义警战败，多人遇害。土匪随即开始屠杀村民。
1月4日下午12時45分左右，约300－500名土匪枪手乘摩托车进入库法尔丹亚镇（Kurfar Danya），由此展开对安卡和布库尤姆地方政府区的系列劫案。匪帮射杀村民，抢劫房屋后将其付之一炬。土匪连续两天围攻库尔法镇（Kurfa）和拉芬-格罗镇（Rafin-Gero），未遭政府阻挠。土匪先后摧毁五个定居点。一名幸存者说土匪“见人就开枪”。
1月6日，政府部队截击土匪，结束屠杀。土匪头子贝洛·图尔吉（Bello Turji）被控对大屠杀负责。
|                | 此列表不完整，欢迎您扩充内容。 |                        |                     |
| 名称           | 袭击日期                       | 详情                   | 参考                |
| Kurfar Danya   | 1月4日，星期二                 | 首个目标；居民无家可归 | [ 13 ] [ 6 ] [ 10 ] |
| Rafin Danya    | 1月4日，星期二                 | 被毁                   | [ 19 ] [ 6 ]        |
| Barayar Zaki   | 1月4日，星期二                 |                        | [ 6 ] [ 20 ]        |
| Rafin Gero     | 1月4日，星期二                 | 围攻后被毁             | [ 6 ] [ 10 ] [ 21 ] |
| Waramu         |                                |                        | [ 16 ] [ 22 ]       |
| Tungar Isa     |                                | 被毁                   | [ 23 ] [ 21 ]       |
| Kewaye         |                                |                        | [ 13 ] [ 21 ]       |
| Tungar Na More |                                |                        | [ 24 ] [ 25 ]       |

## 受害者
扎姆法拉州当局称有58人死亡，备受争议。一些难民认为有154人遇害。人道主义事务部长萨迪亚·奥马尔·法鲁克的发言人称有200多具尸体下葬，当地居民同意该说法。著名反匪民团领袖甘博·阿巴雷（Gambo Abare）在系列袭击中遇害。

## 后果
匪帮焚毁五个定居点，超过一万人流离失所，多人至今下落不明。土匪盗走大量资源，包括约2,000头牛。尼日利亚当局抵达受害地区，协助组织集体葬礼。救援工作仍在进行中。

## 反应

### 尼日利亚
1月8日，尼日利亚总统穆罕默杜·布哈里谴责本次袭击，称尼日利亚将争取镇压该国的恐怖主义。前联邦政府书记安伊姆·皮乌斯·安伊姆对杀戮事件感到难过，谴责肇事者“破坏生命和财产”。
安卡埃米尔Alhaji Attahir Ahmad和布库尤姆埃米尔Alhaji Muhammad Usman加强了地区安防。扎姆法拉州长贝洛·马塔瓦勒立即访问受害地区，与幸存者及家属会面交谈。他批评媒体据报夸大伤亡人数，称媒体“大相径庭地引用近期逃亡土匪袭击的可怕死亡数字”。
全体进步大会党谴责这一事件，支持尼日利亚武装部队追查肇事者。全国代理委员会书记约翰·詹姆斯·阿克潘·乌多-埃德赫代表党“向失去亲人的家庭表示衷心哀悼，并向扎姆法拉州政府和人民表示同情”。
尼日利亚劳工大会谴责大屠杀以及土匪的“邪恶和不人道”。

前尼日利亚航空部部长费米·法尼-卡约德提议以地毯式轰炸防止屠杀，并指出军方刚获得一批“超级巨嘴鸟”攻击机。卡杜纳州州长纳西尔·艾哈迈德·埃尔-鲁法伊也表示支持。
他们在索科托杀人，你把军队调到那儿，把他们赶出去，他们就跑到凯比。如果他们在凯比挨了炸，就接着跑到卡杜纳。应该从天上炸、从地上炸、联合地面部队同时在全西北部五六个州以及尼日尔轰炸他们。在我看来，这个问题可以在几周内解决。我相信现在的不安全程度已经到了临界点，必须付出一些代价。我希望一劳永逸地结束这场匪乱。这是个问题。

——纳西尔·艾哈迈德·埃尔-鲁法伊

### 国际
土耳其外交部声称“据悉扎姆法拉州多起袭击造成逾百人丧生，对此表示万分悲痛。”
联合国秘书长安东尼奥·古特雷斯对这一事件表示强烈谴责，支持尼日利亚的反恐行动，告诉尼日利亚当局"不遗余力地将这些令人发指的罪魁祸首绳之以法"。古特雷斯重申了联合国对该国的声援。
| António Guterres | Twitter的logo，一个风格化的小蓝鸟 |
| @antonioguterres | Twitter的logo，一个风格化的小蓝鸟 |

I strongly condemn the appalling attacks perpetrated over the weekend in Nigeria’s Zamfara State in which many civilians were killed. I urge the Nigerian authorities to spare no effort in bringing those responsible for these heinous crimes to justice.
尼日利亚扎姆法拉州周末发生了骇人听闻的袭击事件，许多平民遇害，对此我强烈谴责。我敦促尼日利亚当局不遗余力将这些令人发指的罪魁祸首绳之以法。
2022-01-10